# Omaha hold 'em
Acest articol se referă la un joc de cărți. Pentru orice alte utilizări ale cuvântului, vedeți Omaha (dezambiguizare).
Omaha hold 'em (prescurtare pentru Omaha hold them, traducere aproximativă pentru Omaha, ține-le, cunoscut și ca Omaha holdem ori simplu doar ca Omaha) este o varietate a jocului de poker, similar cu jocul numit similar Texas hold 'em.
Jocul Omaha, care utilizează un pachet standard de 52 de cărți de joc de tip francez, constă din servirea inițială a fiecarui jucător cu patru cărți, fiecare participant trebuind să realizeze o mână de valoare maximă utilizând doar două din cele patru servite inițial, la care se adaugă trei cărți servite ulterior din pachet, după ce cele două cărți considerate "nefolositoare," sunt decartate.
Originea exactă a jocului este necunoscută, dar jucătorul profesionist de poker Robert Turner a introdus jocul Omaha într-un cazinou, când a prezentat varianta de poker numită Omaha, jucătoruluilui Bill Boyd, care l-a oferit ca joc la cazinoul Golden Nugget Casino din Las Vegas, numindu-l "Nugget Hold'em". 

## Explicație
În cazinourile din America de Nord, termenul "Omaha" se poate referi la mai multe jocuri de poker.

## Potul limită Omaha (Pot-limit Omaha)

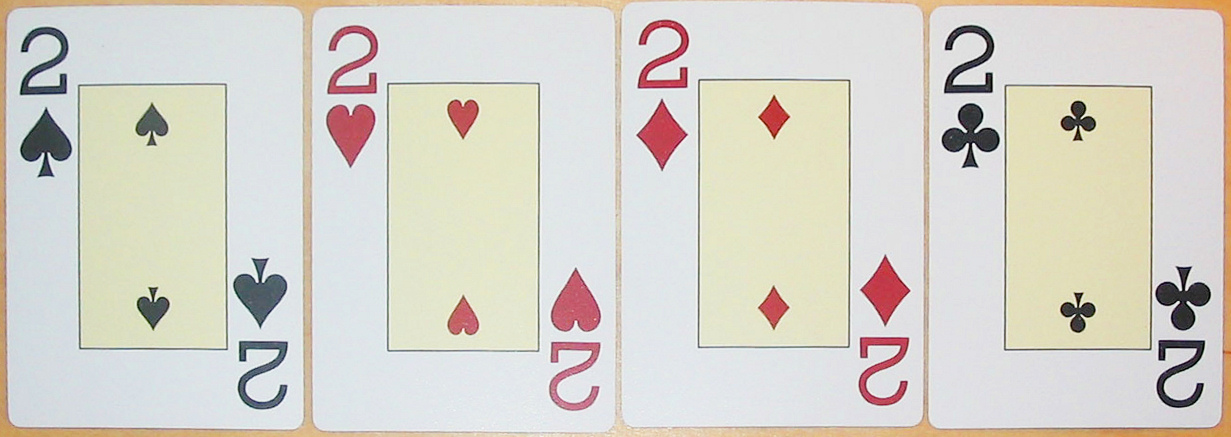
Mâna cea mai proastă posibil de pornit în cazul jocului Omaha.

Potul limită Omaha (în original, Pot-limit Omaha, prescurtat adesea la PLO) este o variantă online, populară în Europa, dar și în varianta de "jocuri amestecate" (așa numitele "mixed games") în anumite cazinouri din Statele Unite. Se preferă a fi jucat la valori maximale, dar poate fi jucat și ca variantă de minimum-maximum.

## Varietăți ale jocului
Uneori, jocul minimum-maximum este jucat cu cărți de 9 ori 7 în locul cărților cu numărul 8 ca maximum. Se poate juca cu cinci cărți servite inițial în loc de patru. În acest caz, aceleași reguli pentru realizarea unei mâini se aplică: exact două pentru mâna jucătorului și exact trei pentru masă.

## Istoric
Omaha Hold'em și-a primit numele de la două tipuri de jocuri de cărți de tip poker.

## Vedeți și
- Probabilitatea în poker (Omaha)